# André Tardieu
André, Pierre, Gabriel, Amédée Tardieu (Párizs, 1876. szeptember 22. – Menton, 1945. szeptember 15.) francia politikus, diplomata, újságíró. A Harmadik Köztársaság  65., 67. és 70.  miniszterelnöke.

## Pályafutása
Jómódú családban született, felmenői 1670 óta Párizsban éltek, és generációk óta rézmetszéssel foglalkoztak. Tardieu-t felvették az École normale supérieure-re, de nem kezdte meg tanulmányait, mert a diplomáciát választotta. A külügyminisztérium felvételi versenyvizsgáján a legjobb eredményt érte el, és 1897-ben a berlini nagykövetségen lett attasé. 1899-ben Théophile Delcassé külügyminiszter munkatársa, majd Waldeck-Rousseau minisztertanácsi hivatalának titkára. Ezzel párhuzamosan diplomáciai krónikákat írt a Le Temps napilapban.  
1908-ban a francia irodalom tanszékét vezette a Harvard Egyetemen. 1909-ben kortárs diplomáciai történelmet tanított a Politikatudományok Intézetében, és óraadó a Keleti nyelvek Iskolájában. 1911-ben a Vezérkari Tisztképző tanára. 
Az egykori Seine-et-Oise megye képviselőjévé választották 1914-ben az Alliance démocratique párt színeiben, de négy hónap múlva egy vadászalakulat kapitányaként indult a háborúba. 1917-ben visszahívta a kormány a frontról, és külügyi biztosként az Egyesült Államokba küldte. 1918-ban tért haza Clemenceau utasítására, és általános hatáskörű francia–amerikai hadügyi biztossá nevezték ki, 1919. április 1-jéig töltötte be ezt a posztot. Clemenceau mellett részt vett a Párizs környéki békeszerződésekről szóló tárgyalásokon. 1919/1920-ban a felszabadított területekért (Elzász és Lotaringia) felelős miniszter. A szellemi atyjának tekintett Clémenceau visszavonulása után – hűsége jeléül – nem lépett be egyetlen kormányba sem 1928-ig. 1926-tól 1936-ig a Territoire-de-Belfort képviselője a nemzetgyűlésben. 
1928-ban közmunkaügyi miniszter Poincaré negyedik, belügyminiszter Poincaré ötödik kormányában. 1929. május 3-án miniszterelnök, de kormánya 14 hónap után megbukott. Sikertelenségének okát a háború utáni francia politikai rendszer erőtlenségében látta, a végrehajtó és a törvényhozó hatalom ellenszegült a reformoknak. 
1931-ben Pierre Laval első kormányában mezőgazdasági miniszter, harmadik kormányában hadügyminiszter. 1932-ben néhány hónapra újra miniszterelnök és belügyminiszter, végül 1934-ben Gaston Doumergue második kormányában államminiszter.
1939. július 22-én agyérgörcs következtében részlegesen megbénult, Mentonban hunyt el 1945-ben. De Gaulle elismerően szólt a La réforme de l’État című művéről, amelyből számos gondolatot merített.

## Írásai
- La Paix, 1921
- Devant l’obstacle : L’Amérique et nous, 1927
- L’Épreuve du pouvoir, 1931
- Devant le pays, 1932
- La réforme de l’État, 1934
- L’Heure de la décision, 1934
- Sur la Pente, 1935
- La Révolution à refaire : tome 1, Le souverain captif, 1936
- La révolution à refaire, tome 2, La profession parlementaire, 1937

## Kapcsolódó szócikk
- Franciaország miniszterelnökeinek listája

| Elődje: Aristide Briand | Franciaország kormányfője 1929. november 3. – 1930. február 17. | Utódja: Camille Chautemps |

| Elődje: Camille Chautemps | Franciaország kormányfője 1930. március 2. – 1930. december 4. | Utódja: Théodore Steeg |

| Elődje: Pierre Laval | Franciaország kormányfője 1932. február 20. – 1932. május 10. | Utódja: Édouard Herriot |